# Kabinett Çarçani III
Das Kabinett Çarçani III war eine Regierung der Sozialistischen Volksrepublik Albanien, die am 20. Februar 1987 von Ministerpräsident Adil Çarçani von der Partei der Arbeit Albaniens PPSh (Partia e Punës e Shqipërisë) gebildet wurde. Es löste das Kabinett Çarçani II ab und blieb bis zum 21. Februar 1991 im Amt, woraufhin es vom Kabinett Nano I abgelöst wurde.
Die Regierungsbildung folgte auf die Parlamentswahlen vom 1. Februar 1987. Unter der Regierung Çarçani III zerfiel das kommunistische Regime in Albanien. Die vielen Umgestaltungen der Regierung sind vor dem Hintergrund der wirtschaftlichen Schwierigkeiten in Albanien und der politischen Umwälzungen in Osteuropa zu sehen. Bei den folgenden Parlamentswahl vom 31. März 1991 waren erstmals mehrere Parteien zugelassen.
Bei der Regierungsbildung waren neue Stellvertretende Vorsitzende des Ministerrates Hekuran Isai und Vangjel Çërrava anstelle von Qirjako Mihali. Weiter gehörte neu Enver Halili als Vorsitzender der Staatlichen Kontrollkommission der Regierung an. Llambi Gegprifti übernahm von Hajredin Çeliku wieder das Ministerium für Industrie und Bergbau. Das Ministerium für Leicht- und Nahrungsmittelindustrie wurde aufgeteilt: Vito Kapo blieb zuständig für Leichtindustrie, Jovan Bardhi übernahm die Nahrungsmittelindustrie. Das Kommunikationsministerium wurde aufgelöst, Luan Babameto blieb der Regierung aber in der neuen Funktion eines Verkehrsministers erhalten. Xhemal Tafaj übernahm das neue Ministerium für öffentliche Dienstleistungen. Ahmet Sulejman Kamberi wurde anstelle von Ajli Alushani Gesundheitsminister. Neuer Bildungsminister wurde Skënder Gjinushi, die ehemalige Ministerin für Bildung und Kultur Tefta Cami wurde nicht mehr berücksichtigt. 
Im Februar 1988 wurde Farudin Hoxha als Minister im Ministerrat neu in die Regierung berufen. Ab Februar 1989 gab es wieder einen Generalsekretär des Ministerrates, der in schneller Folge wechselte. Im Mai 1990 neu geschaffen wurde das Justizministerium unter Enver Halili. Die Demonstrationen im Juli 1990 hatten mehrere Ministerwechsel zur Folge.
| Amt                                              | Amtsinhaber                                        | Beginn der Amtszeit                                             | Ende der Amtszeit                                               |
| ------------------------------------------------ | -------------------------------------------------- | --------------------------------------------------------------- | --------------------------------------------------------------- |
| Vorsitzender des Ministerrates                   | Adil Çarçani                                       | 20. Februar 1987                                                | 21. Februar 1991                                                |
| Stellvertretender Vorsitzender des Ministerrates | Besnik Bekteshi Pali Miska                         | 20. Februar 1987 2. Februar 1989                                | 2. Februar 1989 21. Februar 1991                                |
| Stellvertretender Vorsitzender des Ministerrates | Hekuran Isai Simon Stefani                         | 20. Februar 1987 2. Februar 1989                                | 2. Februar 1989 9. Juli 1990                                    |
| Stellvertretender Vorsitzender des Ministerrates | Manush Myftiu Hekuran Isai                         | 20. Februar 1987 9. Juli 1990                                   | 9. Juli 1990 21. Februar 1991                                   |
| Stellvertretender Vorsitzender des Ministerrates | Vangjel Çërrava                                    | 20. Februar 1987                                                | 2. Februar 1989                                                 |
| Stellvertretender Vorsitzender des Ministerrates | Fatos Nano                                         | 31. Januar 1991                                                 | 21. Februar 1991                                                |
| Stellvertretender Vorsitzender des Ministerrates | Shkëlqim Cani                                      | 31. Januar 1991                                                 | 21. Februar 1991                                                |
| Außenminister                                    | Reiz Malile                                        | 20. Februar 1987                                                | 21. Februar 1991                                                |
| Verteidigungsminister                            | Prokop Murra Kiço Mustaqi                          | 20. Februar 1987 9. Juli 1990                                   | 9. Juli 1990 21. Februar 1991                                   |
| Innenminister                                    | Hekuran Isai Simon Stefani Hekuran Isai            | 20. Februar 1987 2. Februar 1989 9. Juli 1990                   | 2. Februar 1989 9. Juli 1990 21. Februar 1991                   |
| Vorsitzender der Staatlichen Planungskommission  | Niko Gjyzari Bujar Vaid Kolaneci                   | 20. Februar 1987 8. Mai 1990                                    | 8. Mai 1990 21. Februar 1991                                    |
| Vorsitzender der Staatlichen Kontrollkommission  | Enver Halili Manushi Myftiu Simon Stefani Ali Kaza | 20. Februar 1987 2. Februar 1989 9. Juli 1990 23. Dezember 1990 | 2. Februar 1989 9. Juli 1990 23. Dezember 1990 21. Februar 1991 |
| Finanzminister                                   | Andrea Nako Qemal Vehbi Disha                      | 20. Februar 1987 23. Dezember 1990                              | 23. Dezember 1990 21. Februar 1991                              |
| Minister für Industrie und Bergbau               | Llambi Gegprifti Besnik Bekteshi                   | 20. Februar 1987 2. Februar 1989                                | 2. Februar 1989 21. Februar 1991                                |
| Energieminister                                  | Lavdosh Ahmetaj Besnik Bekteshi                    | 20. Februar 1987 2. Februar 1989                                | 2. Februar 1989 21. Februar 1991                                |
| Minister für Leichtindustrie                     | Vito Kapo Bashkim Sykja                            | 20. Februar 1987 9. Juli 1990                                   | 9. Juli 1990 21. Februar 1991                                   |
| Minister für Nahrungsmittelindustrie             | Jovan Bardhi Ylli Bufi                             | 20. Februar 1987 9. Juli 1990                                   | 9. Juli 1990 21. Februar 1991                                   |
| Landwirtschaftsministerin                        | Themie Thomai Pali Miska                           | 20. Februar 1987 2. Februar 1989                                | 2. Februar 1989 21. Februar 1991                                |
| Bauminister                                      | Farudin Hoxha Ismail Ahmeti                        | 20. Februar 1987 18. Februar 1988                               | 18. Februar 1988 21. Februar 1991                               |
| Verkehrsminister                                 | Luan Babameto Hajredin Çeliku Sakvador Franja      | 20. Februar 1987 2. Februar 1989 23. Dezember 1990              | 2. Februar 1989 23. Dezember 1990 21. Februar 1991              |
| Binnenhandelsminister                            | Osman Nezir Murati Pajtim Ajazi                    | 20. Februar 1987 9. Juli 1990                                   | 9. Juli 1990 21. Februar 1991                                   |
| Außenhandelsminister                             | Shane Korbeci                                      | 20. Februar 1987                                                | 21. Februar 1991                                                |
| Minister für öffentliche Dienstleistungen        | Xhemal Tafaj                                       | 20. Februar 1987                                                | 9. Juli 1990                                                    |
| Bildungsminister                                 | Skënder Gjinushi                                   | 20. Februar 1987                                                | 21. Februar 1991                                                |
| Gesundheitsminister                              | Ahmet Sulejman Kamberi Sabit Brokaj                | 20. Februar 1987 31. Januar 1991                                | 31. Januar 1991 21. Februar 1991                                |
| Justizminister                                   | Enver Halili                                       | 8. Mai 1990                                                     | 21. Februar 1991                                                |
| Minister beim Ministerrat                        | Farudin Hoxha                                      | 18. Februar 1988                                                | 21. Februar 1991                                                |
| Generalsekretär des Ministerrates                | Enver Halili Niko Gjyzari Fatos Nano Aleks Luarasi | 2. Februar 1989 8. Mai 1990 23. Dezember 1990 31. Januar 1991   | 8. Mai 1990 23. Dezember 1990 31. Januar 1991 21. Februar 1991  |